# Langenwang
Langenwang osztrák mezőváros Stájerország Bruck-mürzzuschlagi járásában. 2017 januárjában 3868 lakosa volt.

## Elhelyezkedése

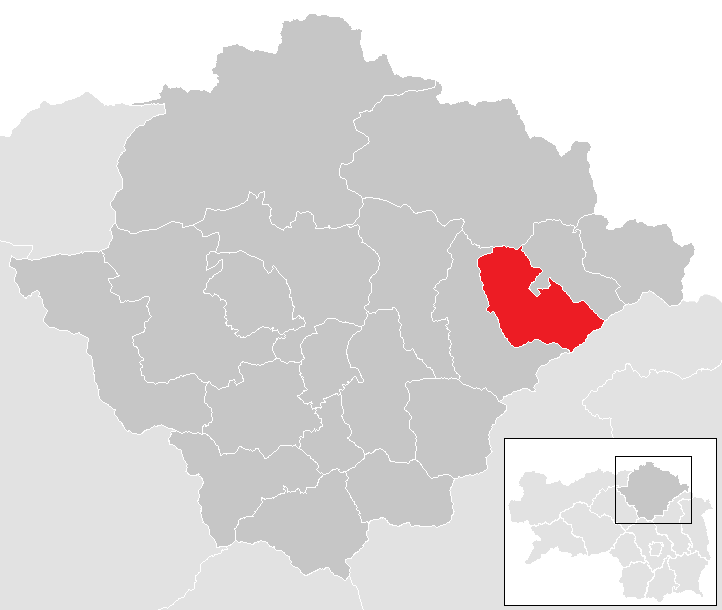
Langenwang a Bruck-mürzzuschlagi járásban

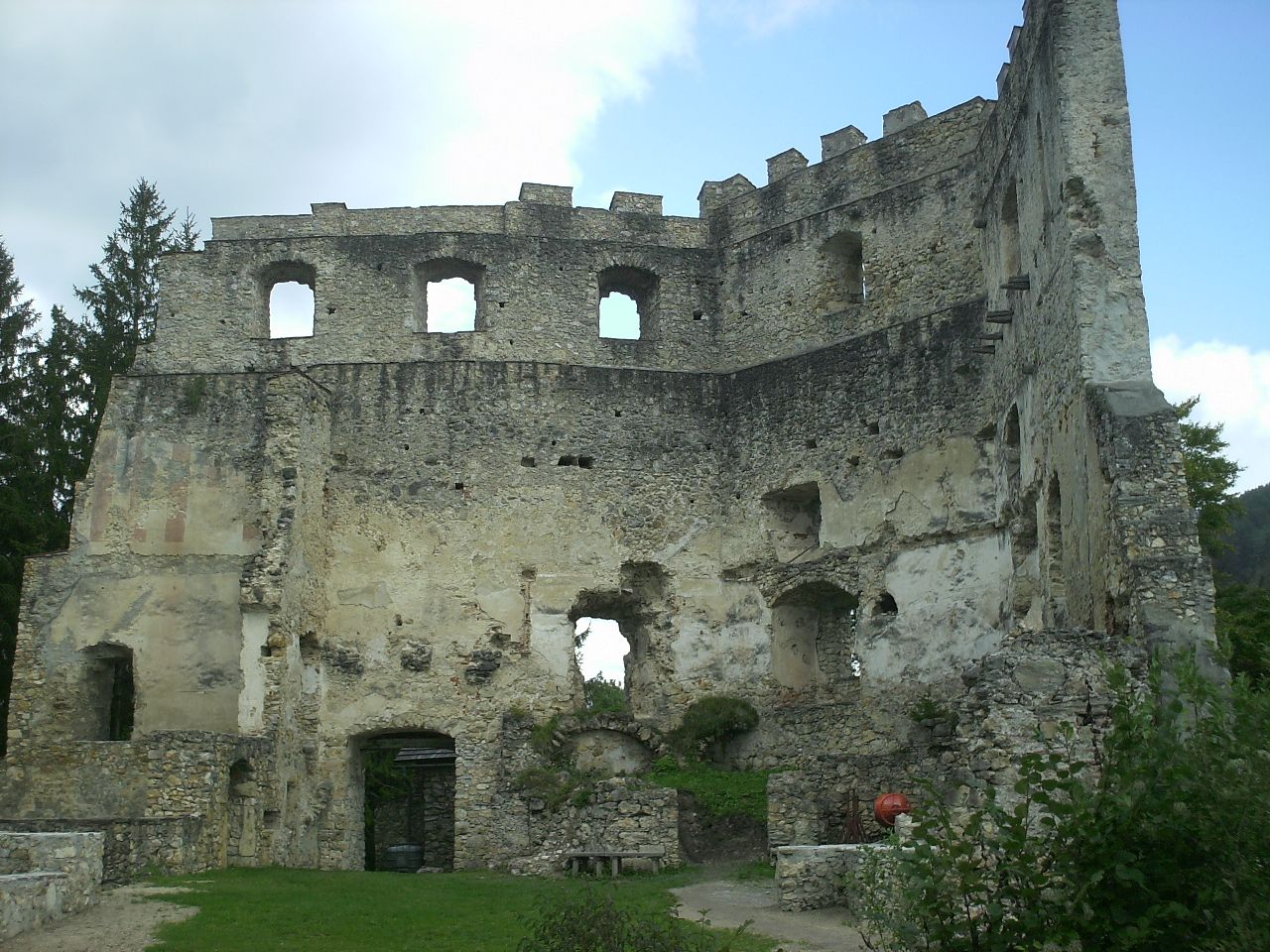
Hohenwang várának romjai

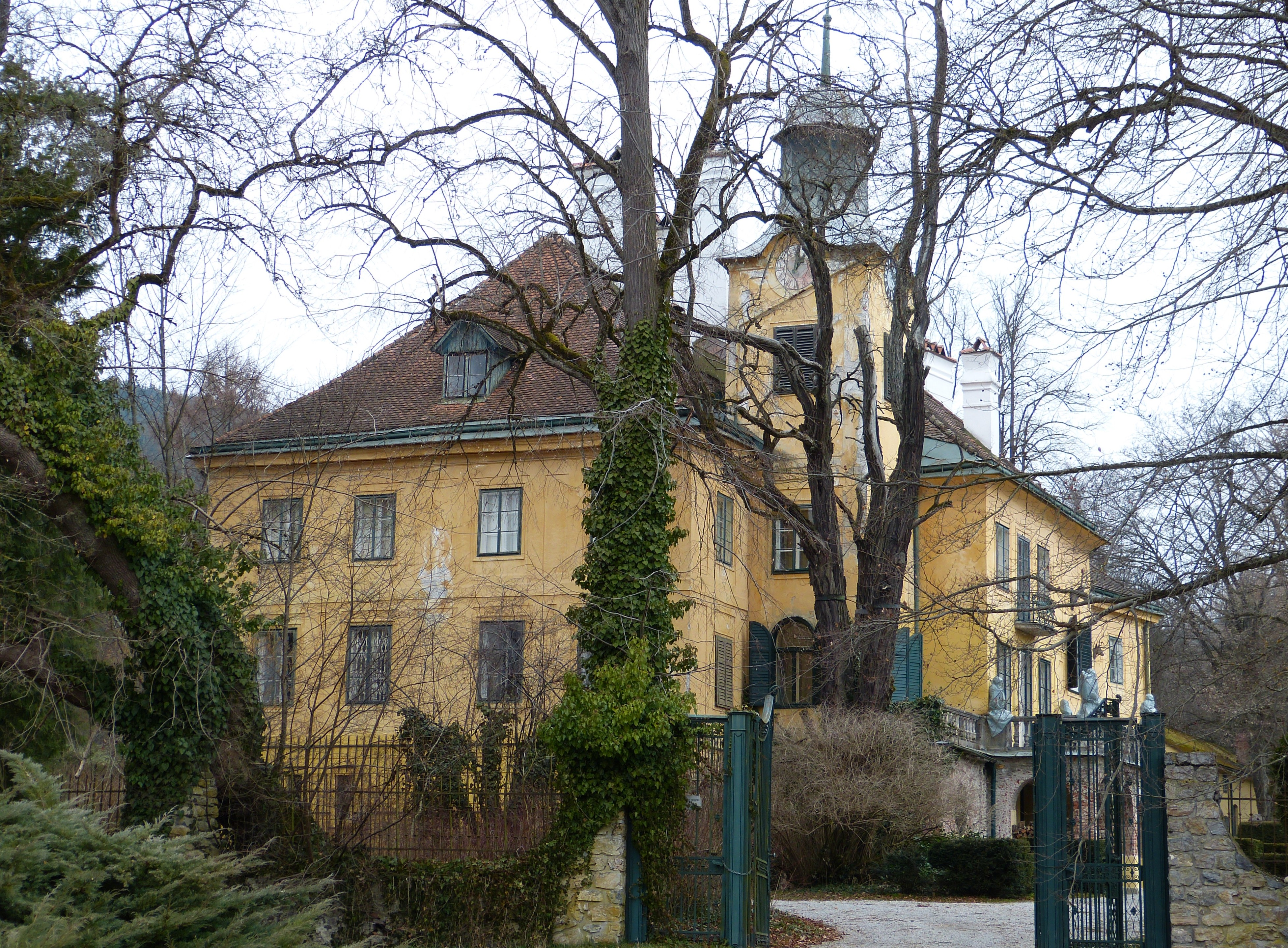
A Feistritz-kastély

Langenwang Felső-Stájerország keleti részén fekszik, a Mürz (a Mura mellékfolyója) mentén. Legmagasabb pontja a sarkkutatóról elnevezett, 1666 méteres Amundsenhöhe. Az önkormányzat 8 települést egyesít: Feistritzberg (120 lakos), Hönigsberg (167), Langenwang (3098), Langenwang-Schwöbing (224), Lechen (50), Mitterberg (126), Pretul (72), Traibach (11).
A környező önkormányzatok: délnyugatra Krieglach, északra Neuberg an der Mürz, északkeletre Mürzzuschlag, délre Ratten.

## Története
Langenwangot először 1232-ben említik. A folyóvölgy fölé emelkedő sziklára épült Hohenwang vára viszont 1122 körül már állt és 1222-ben írásos dokumentumok is megemlítik. A vár a környék uradalmi központjaként szolgált. A Szt. András templomot a 13. században alapították.
A 18. század végén a völgyben megépült Neu-Hohenwang kastélya. A községi tanács 1850-ben alakult meg. Miután Ausztria 1938-ban csatlakozott a Német Birodalomhoz, Langenwang a Stájerországi reichsgauhoz került. A második világháború után a brit megszállási zónához tartozott, egészen 1955-ig. Az acéliparáról ismert Hönigsberg 1940-ben ideiglenes elszakadt a községtől és Mürzzuschlaghoz csatlakozott.
1951-ben súlyos, 21 halálos áldozatot követelő vasúti szerencsétlenség történt a községben.
1972-ben Langenwangot mezővárosi rangra emelték. 

## Lakosság
A langenwangi önkormányzat területén 2017 januárjában 3868 fő élt. A lakosságszám 1991-ben érte el csúcspontját 4188 fővel, azóta csökkenő tendenciát mutat. 2015-ben a helybeliek 96,9%-a volt osztrák állampolgár; a külföldiek közül 0,9% a régi (2004 előtti), 1,6% az új EU-tagállamokból érkezett. 2001-ben a lakosok 81,1%-a római katolikusnak, 3,6% evangélikusnak, 12,2% pedig felekezet nélkülinek vallotta magát. Ugyanekkor 9 magyar élt a mezővárosban.

## Látnivalók
- Hohenwang várának romjai
- a Feistritz-kastély
- a Szt. András-plébániatemplom gótikus stílusban épült a 14. században, illetve részben 1500 körül. Főoltára 1747-ből való.

## Híres langenwangiak
- Kurt Russ (1964-) válogatott labdarúgó

## Testvértelepülések
- Nittendorf (Németország)
- Fischen im Allgäu (Németország)

## Fordítás
- Ez a szócikk részben vagy egészben  a   Langenwang című német Wikipédia-szócikk ezen változatának fordításán alapul.  Az eredeti cikk szerkesztőit annak laptörténete sorolja fel. Ez a jelzés csupán a megfogalmazás eredetét és a szerzői jogokat jelzi, nem szolgál a cikkben szereplő információk forrásmegjelöléseként.